# Гаврильченко Юрій Никифорович
Ю́рій Ники́форович Гаври́льченко (нар. 7 жовтня 1949, Вільнюс, Литва) — український живописець, член НСХУ.

## Життєпис
Ю. Н. Гаврильченко народився 7 жовтня 1949 року у Вільнюсі.
В 1976 році закінчив Інститут живопису, скульптури та архітектури імені І. Ю. Рєпіна у Ленінграді (викладачі В. Орєшников, Б. Угаров).
У 1977—1991 роках  працював у Художньому фонді Одеської організації Спілки художників України.
В 1979—1981 роках  викладав на художньо-графічному факультеті Одеського державного педагогічного університету імені К. Д. Ушинського.
З 1980 року є членом Національної спілки художників України.
У 1981—1983 роках був головним художником Одеського художнього комбінату.

## Творча діяльність
З 1977 року брав участь в обласних, республіканських, всесоюзних  та зарубіжних мистецьких виставках.
В 1993 році здобув 1-у премію міжнародної виставки «The Hudson Artist» (Нью-Йорк).
У 2004 році мав персональну виставку в Нью-Йорку.
Роботи зберігаються в Одеському художньому музеї та Національному художньому музеї України.

### Деякі твори
- 1977 — «Після навчання», «На морських рубежах»
- 1980 — «Молодість», «Гімнастки», «Судноремонтники»
- 1985 — «Юність батьків»
- 1990 — «Полудень»
- 1992 — «Стара Одеса»
- 1995 — «Весна»
- 1998 — «Село»
- 2000 — серія «Седнів»
- 2001 — «Жіночий портрет»
- 2003—2005 — серія «Оголені»